# Norman Whitfield
Norman Jesse Whitfield (New York, 12 maggio 1940 – Los Angeles, 16 settembre 2008) è stato un produttore discografico, paroliere e compositore statunitense.
Produttore ambizioso considerato un importante figura nello sviluppo del genere soul, Whitfield portò a definizione il sound della Motown commistionando funk, rhythm and blues e psichedelia e privilegiando le divagazioni ritmico-orchestrali e le suite. Le sue intuizioni ispireranno artisti soul e disco come Barry White, Donna Summer, Curtis Mayfield e Gamble & Huff.

## Biografia
Nato ad Harlem, a New York, è conosciuto soprattutto per la sua partecipazione attiva all'etichetta discografica Motown Records di Berry Gordy, per la quale lavorò dal 1965 fino alla metà degli anni settanta. In questo periodo lavorò come paroliere e produttore discografico per The Temptations, The Marvelettes, The Velvelettes, Gladys Knight & the Pips, The Undisputed Truth, Rose Royce, Marvin Gaye e altri. Tra le produzioni maggiormente apprezzate della sua carriera vanno segnalati I Heard It Through The Grapevine (1968), interpretata dapprima da Marvin Gaye e poi da Gladys Knight & the Pips, e i dischi dei Temptations realizzati assieme a Barrett Strong tra la fine degli anni sessanta e gli inizi del decennio seguente, ovvero gli album Cloud Nine (1969) e Psychedelic Shack (1970) e i singoli Ball of Confusion (That's What the World Is Today) (1970) e Papa Was a Rollin' Stone (1972), una cover degli Undisputed Truth considerata il primo esempio di soul psichedelico. La traccia entrò nella top 10 di molte classifiche.
Nel 1975 Norman Whitfield abbandonò la Motown e fondò la Whitfield Records.
Nel 2004, insieme a Barrett Strong, venne inserito nella Songwriters Hall of Fame.
Morì il 16 settembre 2008 all'età di 68 anni a causa di complicazioni di salute dovute al diabete. Nel corso della sua carriera produsse oltre 450 tracce.